# The Day (canção de K.Will e Baekhyun)
"The Day" é uma canção interpretada pelos cantores sul-coreanos K.Will e Baekhyun. A canção foi lançada em 13 de maio de 2016 pela S.M. Entertainment através do SM Station.

## Antecedentes e lançamento
Em 9 de maio de 2016, a S.M. compartilhou uma foto teaser com imagens de Baekhyun para a colaboração com outro artista. No dia seguinte, foi revelado com uma imagem de teaser que o artista que iria colaborar com Baekhyun seria K.Will.
Produzida por Miss Kay e Kim Jae-hyung, "The Day" é descrita como uma canção de balada combinada com guitarra acústica sobre o anseio por um amor perdido. A canção foi oficialmente lançada em 13 de maio de 2016.

## Vídeo musical
O vídeo musical de "The Day" foi lançado em 12 de maio de 2016 no YouTube. No vídeo musical, podemos ver um homem sendo confrontado com boas lembranças do passado, lamentando suas decisões. Embora Baekhyun e K.Will não tenham papéis principais no vídeo, são vistos cantando emocionalmente de encontro a um contexto preto durante todo o vídeo.

## Lista de faixas
| N.º            | Título            | Letras                 | Música                 | Arranjo                | Duração |  |
| 1.             | "The Day"         | Miss Kay Kim Jae-hyung | Miss Kay Kim Jae-hyung | Miss Kay Kim Jae-hyung | 03:50   |  |
| 2.             | "The Day" (Inst.) |                        | Miss Kay Kim Jae-hyung | Miss Kay Kim Jae-hyung | 03:50   |  |
| Duração total: | Duração total:    | Duração total:         | Duração total:         | Duração total:         | 07:40   |  |

## Gráficos
| Gráfico (2016)                     | Melhores posições |
| ---------------------------------- | ----------------- |
| South Korean singles (Gaon)        | 8                 |
| US World Digital Songs (Billboard) | 21                |

## Vendas
| Gráfico                            | Vendas   |
| ---------------------------------- | -------- |
| South Korean download sales (Gaon) | 231,025+ |

## Histórico de lançamento
| Região        | Data               | Formato          | Gravadora                   |
| ------------- | ------------------ | ---------------- | --------------------------- |
| Mundialmente  | 11 de maio de 2016 | Digital download | S.M. Entertainment          |
| Coreia do Sul | 13 de maio de 2016 | Digital download | S.M. Entertainment KT Music |